# 21128 Chapuis
21128 Chapuis (1993 BJ5) là một tiểu hành tinh nằm phía ngoài của vành đai chính được phát hiện ngày 27 tháng 1 năm 1993 bởi E. W. Elst ở Caussols.